# Istigobius hoshinonis
Istigobius hoshinonis és una espècie de peix de la família dels gòbids i de l'ordre dels perciformes.

## Morfologia
Els mascles poden assolir els 8,9 cm de longitud total.

## Distribució geogràfica
Es troba al sud del Japó, sud de Corea i Hong Kong.